# Medúlla
Pour les articles homonymes, voir Medulla.
Albums de Björk
Vespertine
(2001) Volta
(2007)
Medúlla est le 6e album studio de la chanteuse islandaise Björk, sorti en 2004. 
C'est un album entièrement consacré à la voix humaine, pour lequel elle s'entoure de plusieurs chanteurs dont Mike Patton (Faith No More, Mr. Bungle, Fantômas, Tomahawk), Leila, Robert Wyatt (Soft Machine), Dokaka, un étonnant artiste vocal japonais qui s'était fait remarquer notamment en faisant des reprises de groupes de metal « tout à la bouche » (human beat box, boîte à rythmes humaine) et Rahzel (The Roots), le retraitement des sons vocaux revenant en partie à Mark Bell (LFO).

## Liste des morceaux

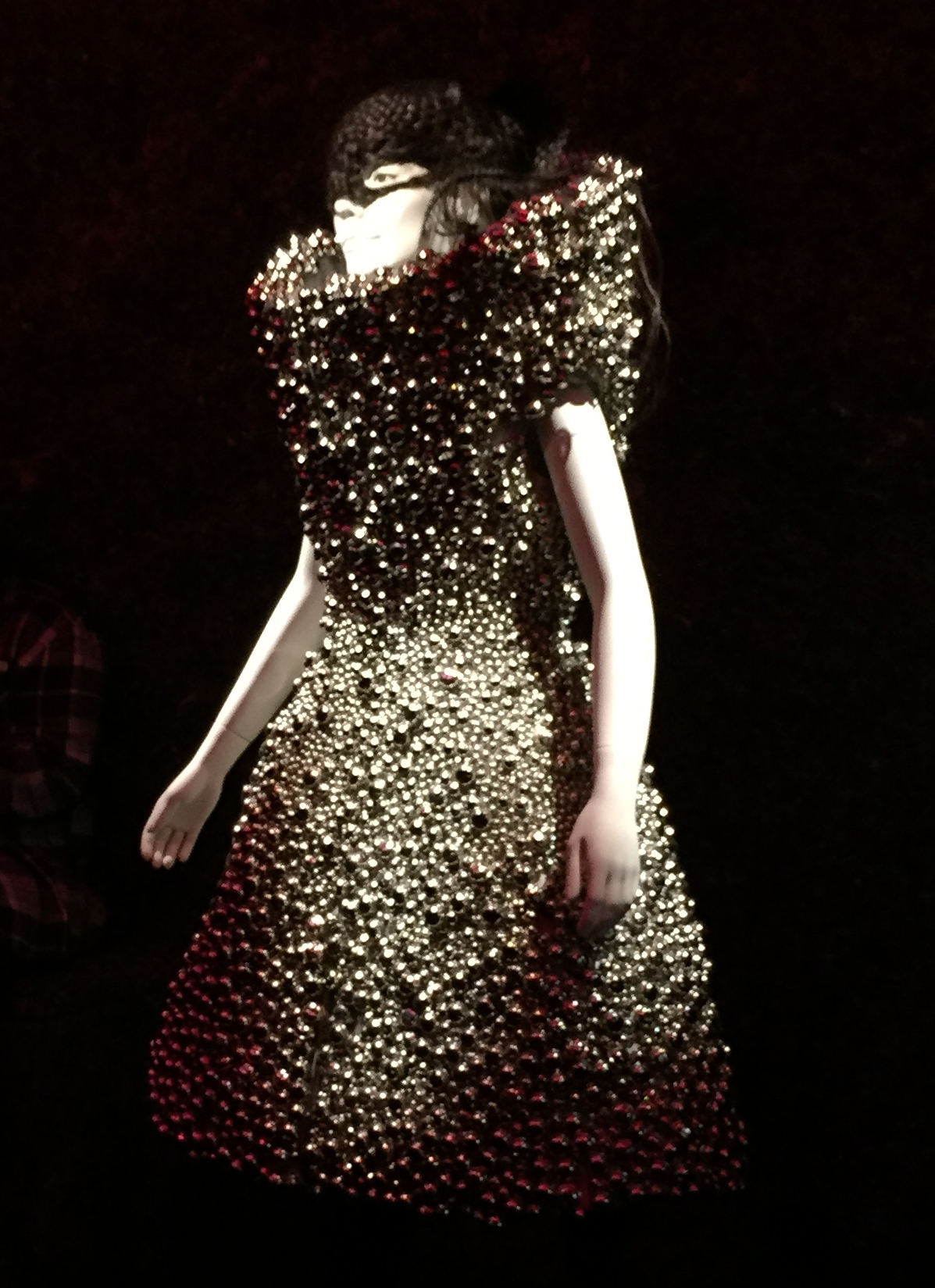
Costume d'Alexander McQueen et masque portés par Björk dans le clip de Who Is It.

1. Pleasure Is All Mine - 3:26
Rythmiques : Rahzel - Gong : Peter Van Hooke - Basse : Sjon, Mark Bell, Björk - Avec : Tagaq
2. Show Me Forgiveness - 1:23
Joué par Björk
3. Where Is the Line - 4:41
Rythmiques : Rahzel - Programmé par Mark Bell, Valgeir Sigurdsson, Leila Arab, Björk - Avec : Gregory Purnhagen, The Icelandic Choir, Mike Patton - Coproducteur : Mark Bell
4. Vökuró[1] - 3:14
Avec : The Icelandic Choir
5. Öll birtan - 1:52
Joué et programmé par Björk
6. Who Is It (Carry My Joy on the Left, Carry My Pain on the Right) - 3:57
Programmé par Matmos, Valgeir Sigurdsson, Mark Bell, Björk - Synthétiseur [Basse] : Björk - Rythmiques : Rahzel - Avec : Tanya Tagaq Gillis
7. Submarine - 3:13
Coproducteur : Mark Bell - Programmation : Valgeir Sigurdsson - Avec : Robert Wyatt
8. Desired Constellation - 4:55
Piano : Nico Muhly - Programmé par Olivier Alary - Avec : The Icelandic Choir
9. Oceania - 3:24
Boite à rythme humaine : Shlomo - Programmé par Björk, Mark Bell, Valgeir Sigurdsson - Avec : The London Choir - Coproducteur : Mark Bell
10. Sonnets/Unrealities XI - 1:59
Avec : The Icelandic Choir
11. Ancestors - 4:08
Piano et Programmation : Björk ; Avec : Tagaq
12. Mouth's Cradle - 3:59
Synthétiseur [Basse] : Mark Bell - Rythmiques : Rahzel - Programmation : Björk, Valgeir Sigurdsson, Mark Bell - Avec : The Icelandic Choir, Tagaq
13. Miðvikudags - 1:24
Programmé par Jake Davies
14. Triumph of a Heart - 4:04
Boite à rythme humaine : Dokaka - Rythmiques : Rahzel - Programmation : Valgeir Sigurdsson, Mark Bell, Björk - Avec : Gregory Purnhagen (Voix [Trombone Humain])
15. Komið - 2:10
16. Urmom - 0:00

- Chanson bonus de l'album en version japonaise

1. Komið - 2:10
Joué et Programmé par Björk

## Singles
- Oceania (2004)
- Who Is It (Carry My Joy on the Left, Carry My Pain on the Right) (2004)
- Triumph of a Heart (2005)
- Where Is the Line (2005)